# Josef Neumann
Josef Neumann   (18 de març de 1911 - Rorschach, 8 d'abril de 1994) fou un atleta suís que va competir durant les dècades de 1930 i 1940.
El 1936 va prendre part en els Jocs Olímpics d'Estiu de Berlín, on quedà eliminat en sèries de la prova de llançament de javelina del programa d'atletisme. El 1938, al Campionat d'Europa d'atletisme de París, guanyà la medalla de bronze en el decatló. El 1946 va disputar el Campionat d'Europa d'Oslo.

## Millors marques
- Llançament de javelina. 70.57 metres (1945)[1]